# Breve trattato su Dio, l'uomo e il suo bene
Il Breve trattato su Dio, l'uomo e il suo bene (nell'originale olandese, Korte Verhandeling van God, de Mensch en deszelvs Welstand) è un'opera del filosofo Baruch Spinoza, composta probabilmente tra il 1661 e il 1662. 

## Storia dell'opera
Non incluso nelle edizioni delle opere di Spinoza comparse subito dopo la sua morte, il Breve trattato tornò alla luce solo nel XIX secolo. 
Un breve riassunto, sotto forma di annotazione manoscritta all'interno di una copia della biografia di Spinoza di Egmont Colerus, fu ritrovato nel 1851 e pubblicato l'anno seguente a E. Boehmer, con il titolo Benedicti de Spinoza tractatus de deo et homine eiusque felicitate lineamenta.
In seguito vennero trovate due copie manoscritte del testo completo, sulla base delle quali fu condotta la prima edizione, pubblicata nel 1862 da J. Van Voleten in Ad Benedicti de Spinoza opera quæ supersunt omnia supplementum. 
Si tratta della prima esposizione organica del sistema filosofico spinoziano che comparirà con l'Etica dimostrata con metodo geometrico. Nella prima stesura provvisoria dell'Etica, completata nello stesso 1662, Spinoza avrebbe in effetti ripreso molti dei materiali del Breve trattato, pur organizzando la loro esposizione secondo un metodo assiomatico-deduttivo anziché secondo la comune forma discorsiva in prosa.
Scritto originariamente in latino e solo in seguito tradotto in olandese (l'unica versione sopravvissuta) il testo è costituito da un insieme di frammenti forse scritti in tempi diversi che Spinoza inviò da Rijnsburg, dove s'era ritirato da Amsterdam, agli amici più intimi con l'avvertenza di mantenere segreto il suo contenuto e di non meravigliarsi delle novità della dottrina ivi esposta:

## Contenuto
Se si volesse avanzare una teoria della concezione spinoziana dell'etica basandosi solo sul titolo di questa opera sembrerebbe che l'autore volesse fondare i valori morali dell'uomo indirizzati al conseguimento del bene riferendoli ai precetti della divinità.
In realtà nel Breve trattato Spinoza anticipa la dottrina esposta nell'Etica secondo la quale l'uomo coincide [con] la Natura e questa con Dio (Deus sive Natura). Scrive infatti che come Dio è causa sui «anche la Natura, che non deriva da alcuna causa e che tuttavia ben sappiamo che esiste», è causa sui ed è perfetta quanto Dio così che, essendo le leggi della Natura le stesse leggi di Dio, l'uomo, parte della Natura, è effetto e strumento dell'azione divina: non può agire da solo ma dipende totalmente da Dio:
La Natura è «un'Unità eterna, infinita, onnipotente, ecc.» che «consiste di infiniti attributi ciascuno dei quali è perfetto nel suo genere: il che concorda perfettamente con la definizione che si dà di Dio» ed allora in questa natura eterna, infinita e perfetta l'uomo, che è solo una parte finita di essa o «solo un modus degli attributi divini, non può fare neanche nulla da se stesso per la sua salvezza e il suo bene» 
Vi è dunque una totale dipendenza dell'uomo da Dio tale che 
Questa è la vera religione a cui deve servire l'uomo che, come strumento di Dio, deve assolvere al meglio alla sua funzione. Un'ascia è perfetta nella sua esistenza se adempie bene il compito per cui è stata fatta. Se il carpentiere non la usasse più «essa sarebbe distolta dal suo fine ed essa non sarebbe più un'ascia. Così anche l'uomo, finché è una parte della Natura, deve seguire le leggi della Natura: questa è la [vera] religione e finché egli agisce così permane nel suo bene.»
Infatti l'uomo non può violare le leggi poste dalla perfezione divina nella natura: egli può trasgredire solo le sue leggi imperfette che sono nulla a fronte di quelle divine:
L'uomo crede invece che nella Natura ogni cosa si diriga verso la perfezione ed eviti la imperfezione così che noi valutiamo le cose in termini di utile, dannoso facendovi corrispondere bene, male, bello, brutto, attribuendo cioè a Dio una volontà finalistica, simile alla nostra, che ha creato il mondo in vista del bene per l'uomo. Ma non è così: la valutazione del bene e del male non rientra nelle possibilità umane ma in quelle del sommo artefice:
Dio, invero, ha creato solo se stesso coincidendo con la Natura e noi dobbiamo vivere nel mondo non cercando un fine e pensando di poterlo trovare liberamente ma convincendoci che l'uomo, parte della Natura, è compartecipe della sostanza divina e che qui risiede il bene e la sua felicità.